# Ucieczka do Egiptu (obraz Lucasa Cranacha starszego)
Ucieczka do Egiptu – obraz autorstwa niemieckiego malarza renesansowego Lucasa Cranacha starszego, powstały w 1504 roku; najstarsze znane sygnowane dzieło artysty. Podpis znajduje się na kamieniu u dołu; widoczne są inicjały LC i data 1504.

## Geneza
Obraz podejmuje temat ucieczki Świętej Rodziny, będącej następstwem prześladowań Heroda. Epizod został opisany głównie w Ewangelii Mateusza:

Gdy oni odjechali oto anioł Pański ukazał się Józefowi we śnie i rzekł: „Wstań, weź Dziecię i Jego Matkę i uchodź do Egiptu; pozostań tam, aż ci powiem; bo Herod będzie szukał Dziecięcia, aby je zgładzić”. On wstał, wziął w nocy Dziecię i Jego Matkę i udał się do Egiptu; tam pozostał aż do śmierci Heroda.Tak miało się spełnić słowo, które Pan powiedział przez Proroka: Z Egiptu wezwałem Syna mego.
 – (Mt 2:13-15 BT)

Wiele innych epizodów związanych z ucieczką zostało opisane w apokryficznych pismach m.in. w Ewangelii Pseudo-Mateusza.

## Opis obrazu
Cranach w idyllicznej scenie przedstawia odpoczywających Józefa i Marii w drodze do Egiptu. Józef stoi wyprostowany z niepasującym do sceny kapeluszem w dłoni. Maria siedzi na ziemi w szkarłatnej szacie i trzyma na rękach małego Jezusa. Oboje spoglądają na widza. Wokół nich wszędzie znajdują się małe cherubiny, śpiewające i grające na różnych instrumentach. Jeden z nich podaje małemu Jezusowi kawałek owocu, inny nabiera wodę do naczynia, a jeszcze inny powraca z „polowania”, niosąc ustrzeloną zwierzynę. Tradycyjnie statyczna scena przepełniona jednak ruchliwymi aniołkami powoduje iż odpoczynek staje się niemal świętem.
Scena rozgrywa się na tle naddunajskiego krajobrazu. Obraz był inspiracja dla dzieł o tej samej tematyce m.in. Aldorfera czy Hansa Baldunga Griena.